# Ayça Bingöl
Ayça Bingöl (16 de janeiro de 1975) é um atriz turca, ela é reconhecida por seu papel como Cemile em série Öyle Bir Geçer Zaman Ki.

## Carreira
Em 1998, Bingöl se formou no Departamento de Teatro do Conservatório Estadual da Universidade de Istambul.

## Vida Pessoal
Em 2001, está casada com o produtor Ali Altuğ e tem dois filhas gêmeas, Aylin e Leyla.

## Flimografia

### Série
| Ano       | Título                  | Personagem    | Notas        |
| --------- | ----------------------- | ------------- | ------------ |
| 1999      | Sır Dosyası             | Alev          |              |
| 2000      | Evdeki Yabancı          | İpek Erez     |              |
| 2001      | Çiçek Taksi             | Canan         | Capítulo 96  |
| 2002      | Anne Babamla Evlensene  |               |              |
| 2004      | Yadigar                 | Sedef         |              |
| 2006      | Taşların Sırrı          | Gülergül      |              |
| 2007      | Hayat Kavgam            |               |              |
| 2007      | Bıçak Sırtı             |               |              |
| 2008      | İki Aile                | Füsun         |              |
| 2009      | Küçük Kadınlar          |               |              |
| 2009      | Samanyolu               | Evsed         |              |
| 2010-2013 | Öyle Bir Geçer Zaman Ki | Cemile Akarsu | Protagonista |
| 2014      | Benim Adım Gültepe      | Gülümser      | Protagonista |
| 2016      | Babam ve Ailesi         | Nilgün İpekçi | Protagonista |
| 2019      | Kardeş Çocukları        | Ümran Çetin   | Protagonista |

### Cinema
| Año  | Título                  | Papel           | Notas |
| ---- | ----------------------- | --------------- | ----- |
| 2000 | Gözlük                  |                 |       |
| 2006 | Tramvay                 | Seval           |       |
| 2009 | Sonsuz                  | Aylin           |       |
| 2009 | Melekler ve Kumarbazlar |                 |       |
| 2011 | Ay Büyürken Uyuyamam    | Melek           |       |
| 2013 | Benim Dünyam            | Handan Bayındır |       |
| 2018 | Müslüm                  | Emine Akbaş     |       |

## Ligações Externas
- Ayça Bingöl
- Ayça Bingöl. no IMDb.

- Este artigo foi inicialmente traduzido, total ou parcialmente, do artigo da Wikipédia em castelhano cujo título é «Ayça Bingöl».